# Christer Lindholm
Christer Lindholm (Danckryd, 27 luglio 1966) è un pilota motociclistico svedese ritiratosi dall'attività agonistica.

## Carriera
Nel 1989 partecipa al mondiale Superbike in qualità di wild card in sella ad una Suzuki in Ungheria, dove termina 28º in gara 1 e 30º in gara 2, e in Germania dove non riesce a qualificarsi. Nel 1990 ottiene due piazzamenti a podio e chiude all'ottavo posto nel campionato europeo Superbike. La stagione successiva fa tre apparizioni nel mondiale Superbike, questa volta in sella ad una Yamaha. Nel gran premio di casa ottiene il 5º posto in gara 2, e grazie anche al punto guadagnato in gara 1 in Francia si classifica 46º nella classifica mondiale con 12 punti. Sempre nel 1991, e con la stessa motocicletta, è vice-campione europeo Superbike con anche una vittoria a Most.
Per la stagione seguente ottiene un posto fisso in Superbike nel Team Yamaha Sweden. Ottiene come miglior risultato un 7º posto in gara 1 a Jarama e termina 14º in campionato con 50 punti, mentre nell'europeo chiude al terzo posto. Per il 1993 rimane nello stesso team e migliora le sue prestazioni, ottenendo come miglior risultato un 6º posto in gara 1 a Monza e termina la stagione 9º in classifica con 102 punti. L'anno seguente non trova un ingaggio e fa 5 apparizioni in stagione, terminando 30º con 20 punti. Stessa sorte gli tocca per le stagioni successive, dove non riesce a trovare un ingaggio fisso nel mondiale, correndo nella Superbike tedesca e facendo alcune apparizioni come wild card o sostituto, ma ottiene comunque piazzamenti a punti. Per il 2000 passa al campionato mondiale Supersport in sella ad una Yamaha R6 del team Dee Cee Jeans Racing. Ad Assen ottiene il suo primo ed unico podio in una gara del campionato del mondo, grazie al 3º posto conquistato all'arrivo. Chiude la stagione 16º in campionato con 34 punti. L'anno seguente è sempre nel mondiale Supersport con il team Yamaha Belgium, ma la stagione va male e termina 23º in classifica con 12 punti. L'anno seguente fa una sola apparizione in Supersport ad Assen su Yamaha, chiudendo la gara al 22º posto. Sarà anche la sua ultima apparizione in un campionato del mondo.

## Risultati in carriera

### Campionato mondiale Superbike
| 1989 | Moto   |  |  |    |    |  |  |  |  |  |  |  |  |  |  |    |    |  |  |  |  |  |  |  |  |  |  | Punti | Pos. |
| ---- | ------ |  |  | -- | -- |  |  |  |  |  |  |  |  |  |  | -- | -- |  |  |  |  |  |  |  |  |  |  | ----- | ---- |
| 1989 | Suzuki |  |  | 28 | 30 |  |  |  |  |  |  |  |  |  |  | NQ | NQ |  |  |  |  |  |  |  |  |  |  | 0     |      |

| 1991 | Moto   |  |  |  |  |  |  |  |  |  |  |  |  |     |   |  |  |  |  |    |     |    |    |  |  |  |  | Punti | Pos. |
| ---- | ------ |  |  |  |  |  |  |  |  |  |  |  |  | --- | - |  |  |  |  | -- | --- | -- | -- |  |  |  |  | ----- | ---- |
| 1991 | Yamaha |  |  |  |  |  |  |  |  |  |  |  |  | Rit | 5 |  |  |  |  | 21 | Rit | 15 | 16 |  |  |  |  | 12    | 46º  |

| 1992 | Moto   |    |    |    |    |    |    |    |    |   |   |    |    |    |   |     |     |    |     |    |     |  |  |     |     |     |    | Punti | Pos. |
| ---- | ------ | -- | -- | -- | -- | -- | -- | -- | -- | - | - | -- | -- | -- | - | --- | --- | -- | --- | -- | --- |  |  | --- | --- | --- | -- | ----- | ---- |
| 1992 | Yamaha | 13 | 15 | 15 | 15 | 16 | 18 | 12 | 15 | 7 | 9 | 18 | 19 | 10 | 8 | Rit | Rit | 19 | Rit | 12 | Rit |  |  | Rit | Rit | Rit | 11 | 50    | 14º  |

| 1993 | Moto   |    |     |   |    |    |    |    |     |    |    |     |   |   |    |   |    |    |    |   |   |   |   |   |    |     |    | Punti | Pos. |
| ---- | ------ | -- | --- | - | -- | -- | -- | -- | --- | -- | -- | --- | - | - | -- | - | -- | -- | -- | - | - | - | - | - | -- | --- | -- | ----- | ---- |
| 1993 | Yamaha | 22 | Rit | 9 | 13 | 13 | 18 | 19 | Rit | 12 | 16 | Rit | 7 | 9 | 26 | 8 | 10 | 14 | 12 | 9 | 8 | 6 | 9 | 9 | 10 | Rit | 12 | 102   | 9º   |

| 1994 | Moto   |  |  |     |    |  |  |  |  |    |    |  |  |  |  |     |    |    |    |     |    |  |  |  |  |  |  | Punti | Pos. |
| ---- | ------ |  |  | --- | -- |  |  |  |  | -- | -- |  |  |  |  | --- | -- | -- | -- | --- | -- |  |  |  |  |  |  | ----- | ---- |
| 1994 | Yamaha |  |  | Rit | 12 |  |  |  |  | 15 | 14 |  |  |  |  | Rit | 10 | 13 | 12 | Rit | 16 |  |  |  |  |  |  | 20    | 30º  |

| 1995 | Moto   |    |    |  |  |  |  |  |  |  |  |  |  |  |  |  |  |  |  |  |  |  |  |  |  |  |  | Punti | Pos. |
| ---- | ------ | -- | -- |  |  |  |  |  |  |  |  |  |  |  |  |  |  |  |  |  |  |  |  |  |  |  |  | ----- | ---- |
| 1995 | Yamaha | 22 | NP |  |  |  |  |  |  |  |  |  |  |  |  |  |  |  |  |  |  |  |  |  |  |  |  | 0     |      |

| 1996 | Moto   |   |   |     |   |   |   |    |    |     |    |  |  |  |  |  |  |  |  |   |     |  |  |  |  |  |  | Punti | Pos. |
| ---- | ------ | - | - | --- | - | - | - | -- | -- | --- | -- |  |  |  |  |  |  |  |  | - | --- |  |  |  |  |  |  | ----- | ---- |
| 1996 | Ducati | 8 | 9 | Rit | 8 | 8 | 7 | 10 | 14 | Rit | 13 |  |  |  |  |  |  |  |  | 9 | Rit |  |  |  |  |  |  | 58    | 16º  |

| 1997 | Moto   |  |  |  |  |    |     |    |    |  |  |  |  |  |  |  |  |  |  |  |  |  |  |  |  |  |  | Punti | Pos. |
| ---- | ------ |  |  |  |  | -- | --- | -- | -- |  |  |  |  |  |  |  |  |  |  |  |  |  |  |  |  |  |  | ----- | ---- |
| 1997 | Yamaha |  |  |  |  | 12 | Rit | 12 | 12 |  |  |  |  |  |  |  |  |  |  |  |  |  |  |  |  |  |  | 12    | 34º  |

| 1999 | Moto   |  |  |  |  |  |  |  |  |  |  |   |    |  |  |  |  |  |  |  |  |  |  |  |  |  |  | Punti | Pos. |
| ---- | ------ |  |  |  |  |  |  |  |  |  |  | - | -- |  |  |  |  |  |  |  |  |  |  |  |  |  |  | ----- | ---- |
| 1999 | Yamaha |  |  |  |  |  |  |  |  |  |  | 9 | 14 |  |  |  |  |  |  |  |  |  |  |  |  |  |  | 9     | 42º  |

| Legenda | 1º posto        | 2º posto            | 3º posto           | A punti      | Senza punti        | Grassetto – Pole position Corsivo – Giro più veloce |
| Legenda | Gara non valida | Non qual./Non part. | Ritirato/Non class | Squalificato | '-' Dato non disp. | Grassetto – Pole position Corsivo – Giro più veloce |

### Campionato mondiale Supersport
| 2000 | Moto   |    |    |   |     |  |  |  |    |   |     |    |  | Punti | Pos. |
| ---- | ------ | -- | -- | - | --- |  |  |  | -- | - | --- | -- |  | ----- | ---- |
| 2000 | Yamaha | 13 | 12 | 5 | Rit |  |  |  | 17 | 3 | Rit | 19 |  | 34    | 16º  |

| 2001 | Moto   |    |    |    |    |     |    |    |    |     |    |    |  | Punti | Pos. |
| ---- | ------ | -- | -- | -- | -- | --- | -- | -- | -- | --- | -- | -- |  | ----- | ---- |
| 2001 | Yamaha | 13 | 11 | 17 | 18 | Rit | 12 | 18 | 24 | Rit | 18 | 18 |  | 12    | 23º  |

| 2002 | Moto   |  |  |  |  |  |  |  |  |  |  |    |  | Punti | Pos. |
| ---- | ------ |  |  |  |  |  |  |  |  |  |  | -- |  | ----- | ---- |
| 2002 | Yamaha |  |  |  |  |  |  |  |  |  |  | 22 |  | 0     |      |

| Legenda | 1º posto        | 2º posto            | 3º posto           | A punti      | Senza punti        | Grassetto – Pole position Corsivo – Giro più veloce |
| Legenda | Gara non valida | Non qual./Non part. | Ritirato/Non class | Squalificato | '-' Dato non disp. | Grassetto – Pole position Corsivo – Giro più veloce |